# Qassersuaq
Qassersuaq är en halvö i Grönland (Kungariket Danmark).   Den ligger i kommunen Qaasuitsup, i den västra delen av Grönland, 1 000 km norr om huvudstaden Nuuk.